# Hopium
Hopium è l'ottavo album della Progressive Hard Rock band italiana dei Kingcrow, uscirà il 23 agosto 2024 per Season of Mist.

## Tracce
1. Kintsugi
2. Glitch
3. Parallel Lines
4. New Moon Harvest
5. Losing Game
6. White Rabbit’s Hole
7. Night Drive
8. Vicious Circle
9. Hopium
10. Come Through (Bonus Track)

## Formazione
- Diego Cafolla - chitarra, tastiere, sintetizzatore
- Ivan Nastasi - chitarra, seconda voce
- Diego Marchesi - voce
- Riccardo Nifosì - basso
- Thundra Cafolla - batteria, percussioni